# Björnligan (konstnärsgrupp)
Björnligan var en konceptuellt inriktad konstnärsgrupp i Göteborg på 1960-talet som bestod av valandseleverna Anders Bergh, Lars Hansson, Dag E. Nyberg, Graham Stacy, Bo Söderström och Nils Olof Bonnier. Alla medlemmarna utan Nils Olof Bonnier hade ställt ut tillsammans på Göteborgs Konsthall i januari 1968 under beteckningen "8 st". Gruppen bildades efter utställningen och namnet Björnligan hade de tagit efter Disneys banditbjörnar som ständigt är ute efter Joakim von Ankas pengar. Gruppnamnet var självklart politiskt precis som deras agenda. De vände sig bort från det kanoniserade konstverket och den individuellt upphöjda konstnären och hade ambitioner att istället arbeta utifrån ett socialt engagemang och skapa konst utifrån den redan existerande fysiska miljön. I oktober 1968 utför de en illegal installation på trapporna framför Göteborgs konstmuseum och konsthall som bland annat bestod av gigantiska kopior av engelsk lakritskonfekt av Lars Hansson. I en stencilerad katalog skapad till utställningen skrev Graham Stacy bland annat så här:
| ”                                                                                                   | Min första tanke var att ge liv åt det som fanns. Att sprutmåla Konstmuseet illgult eller flourescerande skärt och förnickla Poseidon. Ge Götaplatsen den doft av smakfull vulgaritet som präglar staden i övrigt | „ |
| – Graham Stacy, en utomhusutställning av:Björnligan, Götaplatsen GBG, 27 oktober - 10 november 1968 | |   |

Björnligan kom att ge ut en rad publikationer, så kallade artists' books, fulla med konceptuellt material.
Björnligans historia är kort och gruppen upplöstes efter att Nils Olof Bonnier försvann i maj 1969 under en resa med Finlandsfärjan Birger Jarl.